# 2009
2009 (MMIX) là một năm thường bắt đầu vào Thứ năm của lịch Gregory, năm thứ 2009 của Công nguyên hay của Anno Domini, the năm thứ 9  của thiên niên kỷ 3 and the thế kỷ 21, và năm thứ  10  và cuối cùng của thập niên 2000. 

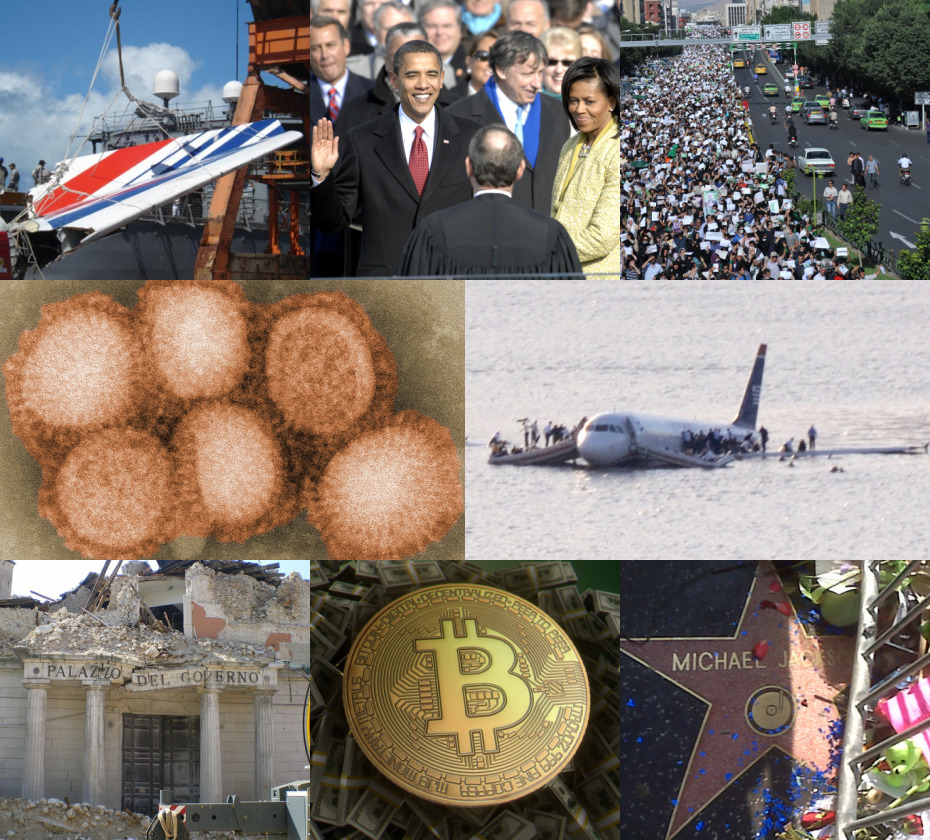
Từ bên trái, theo chiều kim đồng hồ:bộ ổn định thẳng đứng từ Chuyến bay 447 của Air France được kéo ra khỏi Đại Tây Dương; Barack Obama đã trở thành người Mỹ gốc Phi đầu tiên làm Tổng thống Hoa Kỳ; Cuộc biểu tình đã nổ ra trong Bầu cử tổng thống Iran 2009; Chuyến bay 1549 của US Airways rơi xuống sông Hudson mà không có người nào tử vong, với sự kiện này được gọi là "Phép màu trên sông Hudson"; "Ông hoàng nhạc pop" Michael Jackson qua đời vào năm 2009; Bitcoin ban đầu được ra mắt bởi người có biệt hiệu Satoshi Nakamoto; trận động đất L'Aquila năm 2009 đã tấn công vào miền trung của nước Ý; Virus H1N1 là nguyên nhân gây ra đại dịch cúm 2009

Theo âm lịch Trung Hoa, phần lớn thời gian của năm 2009 thuộc năm Kỷ Sửu.
Liên hiệp quốc đã chọn năm 2009 là Năm Thiên văn Quốc tế để kỷ niệm 400 năm nhà thiên văn học người Ý, Galileo Galilei, khám phá bầu trời bằng kính thiên văn do chính ông cải tiến, đem lại những thay đổi to lớn cho con người về nhận thức thế giới.

## Sự kiện

### Tháng 1
- 1 tháng 1:
  - Áo, Nhật Bản, México, Thổ Nhĩ Kỳ, & Uganda nhận ghế ủy viên không thường trực Hội đồng Bảo an Liên Hợp Quốc.
  - Cộng hòa Séc nhận ghế chủ tịch luân phiên Hội đồng Liên minh châu Âu từ Pháp.
  - Ít nhất 64 người chết trong vụ cháy hộp đêm ở Băng Cốc vào lễ đón năm mới.
  - Vilnius và Linz trở thành thủ đô văn hóa châu Âu.
  - Slovakia chấp nhận đồng euro và trở thành thành viên thứ 16 của Khu vực đồng euro.
- 15 tháng 1: Chuyến bay 1549 của US Airways bị buộc phải đáp khẩn cấp xuống sông Hudson ở Thành phố New York sau khi cất cánh khoảng 3 phút vì bị chim đâm vào các động cơ. Toàn bộ hành khách và nhân viên phi hành đoàn đều sống sót sau tai nạn.
- 17 tháng 1: Israel tuyên bố lệnh ngừng bắn đơn phương kết thúc 22 ngày tấn công Hamas ở Gaza.
- 19 tháng 1: Trường Đại học Duy Tân chính thức thành lập Khoa Đào tạo Quốc tế (nay là Viện Đào tạo Quốc tế) - nơi qui tụ các Chương trình Tài năng cũng như các Chương trình liên kết với các Đại học lớn của Hoa Kỳ như Đại học Carnegie Mellon, Đại học bang Pennsylvania và Đại học bang California, Fullerton.
- 20 tháng 1: Lễ nhậm chức của Barack Obama, tổng thống thứ 44 của Hoa Kỳ.
- 26 tháng 1: Nhật thực hình khuyên.[2]
- 28 tháng 1: Diễn đàn kinh tế thế giới tổ chức tại Davos, Thụy Sĩ.[3]
- 31 tháng 1: Phát biểu tại Diễn đàn Kinh tế Thế giới đang diễn ra tại Davos, Thụy Sĩ, Thủ tướng Nhật Bản Taro Aso đã cam kết chi 17 tỷ USD viện trợ cho châu Á dưới dạng vốn cho vay ưu đãi ODA.

### Tháng 2
- 2 tháng 2: Iran phóng thành công vệ tinh Omid.
- 15 tháng 2: Trưng cầu dân ý hiến pháp tại Venezuela.

### Tháng 3
- 28 tháng 3: Sự kiện giờ Trái Đất bắt đầu lúc 20h30 và kết thúc 21h30 (giờ địa phương) trên toàn thế giới.

### Tháng 4
- 1 tháng 4: Albania và Croatia gia nhập NATO.[4]
- 2 tháng 4: Hội nghị thượng đỉnh G20 tại Luân Đôn
- 6 tháng 4: Chuyện của cừu Timmy, phim spin-off của Chú cừu Shaun chính thức lên sóng
- 16 tháng 4: Tổng tuyển cử tại Ấn Độ.
- 17 tháng 4: Động đất Nangarhâr, Afghanistan, làm chết ít nhất 20 người.
- 21 tháng 4: Oracle chính thức mua Sun Microsystems với giá 7,4 tỷ USD
- 22 tháng 4: Hiệp hội Hang động Hoàng gia Anh đã công bố tìm ra Hang Sơn Đoòng tại Việt Nam, được xem là hang lớn nhất thế giới.

### Tháng 5
- 5 tháng 5: PopCap Games phát hành trò chơi điện tử phòng thủ tháp Plants vs. Zombies
- 17 tháng 5:
  - Đại học Sư phạm Kỹ thuật Thành phố Hồ Chí Minh vô địch Robocon 2009.
  - Minecraft cập nhật lần đầu bởi Mojang Studios.

### Tháng 6
- 1 tháng 6: Chuyến bay 447 của Air France,trên đường từ Rio de Janeiro, Brasil, đến Paris, đâm xuống Đại Tây Dương, giết chết tất cả 228 người trên máy bay.
- 2 tháng 6: The Sims 3 được phát hành.
- 8 tháng 6: Giải vô địch bóng đá trong nhà Đông Nam Á 2009 tại Thành phố Hồ Chí Minh (Việt Nam).
- 11 tháng 6: Tổ chức Y tế Thế giới công bố Dịch cúm A/H1N1 (2009) thành Đại dịch cúm toàn cầu và nâng cấp báo động lên cấp 6.
- 12 tháng 6: Bầu cử tổng thống Iran 2009 tại Iran với bạo loạn & biểu tình.
- 14 – 28 tháng 6: Cúp Liên đoàn các châu lục 2009 tổ chức tại Nam Phi, đội tuyển bóng đá quốc gia Brasil lần thứ 3 giành chức vô địch.

### Tháng 7
- 5 tháng 7: Bạo động tại Ürümqi, Tân Cương, Trung Quốc.
- 13 tháng 7: Yahoo! 360° chấm dứt hoạt động.
- 24 tháng 7: Khoảng 30.000 công nhân xưởng thép Thông Hóa giận dữ đụng độ với công an trong cuộc biểu tình tại Tập đoàn sắt thép Thông Hóa ở Thông Hóa, Cát Lâm, Trung Quốc để phản đối kế hoạch sáp nhập hãng Thông Hóa vào Công ty Jianlong, một Công ty đang bị thua lỗ nặng nề. Khoảng 100 người bị thương khi vụ đụng độ xảy ra. Một viên chức điều hành doanh nghiệp bị đánh đến chết.[5][6][7]

### Tháng 8
- 2 tháng 8: Bão Morakot hình thành ở phía Đông Đài Loan.
- 10 tháng 8: Ngày Da cam (Orange day)
- 21 tháng 8: Sự cố tràn dầu Montara trên biển Timor, được xem là thảm họa tràn dầu tồi tệ nhất của Úc.
- 23 tháng 8: Chung kết Hoa hậu Hoàn vũ 2009 tại Bahamas.

### Tháng 9
- 29 tháng 9: Trận động đất Samoa 2009 có độ lớn 8.0 Mw xảy ra ở khu vực quần đảo Samoa.
- 24 tháng 9 – 16 tháng 10: Giải vô địch bóng đá U-20 thế giới 2009 tổ chức tại Ai Cập, đội tuyển bóng đá U-20 quốc gia Ghana lần đầu tiên giành chức vô địch.
- 30 tháng 9: Trận Động đất Sumatra 2009 có độ lớn 7.3 Mw<sub xảy ra ở Bắc Sumatera

### Tháng 10
- 9 tháng 10: Loạt phim hoạt hình/live-action Annoying Orange lần đầu tiên lên sóng trên YouTube.
- 20 tháng 10: Microsoft tung ra phiên bản hệ điều hành Windows 7.
- 18 tháng 10: Trường Đại học Y Dược Huế & Học viện Tài chính vô địch Rung chuông vàng.
- 24 tháng 10 – 15 tháng 11:  Giải vô địch bóng đá U-17 thế giới 2009 tổ chức tại Nigeria, đội tuyển bóng đá U-17 quốc gia Thụy Sĩ lần đầu tiên giành chức vô địch.
- 27 tháng 10: Riot Games phát hành trò chơi điện tử MOBA Liên Minh Huyền Thoại.
- 30 tháng 10: Khai mạc Đại hội Thể thao Trong nhà châu Á 2009 tại Hà Nội, Việt Nam.

### Tháng 11
- 5 tháng 11: Vụ nổ súng tại Fort Hood, Texas, Hoa Kỳ làm chết 13 người, bị thương 30 người, nghi can số một là Thiếu tá Nidal Hasan.
- 10 tháng 11: Infinity Ward và Activision phát hành trò chơi điện tử bắn súng góc nhìn thứ nhất Call of Duty: Modern Warfare 2.
- 15 tháng 11: Tổng thống Barack Obama gặp 10 nhà lãnh đạo ASEAN - cuộc gặp đầu tiên giữa một Tổng thống Hoa Kỳ với các nhà lãnh đạo ASEAN
- 16 – 22 tháng 11: Giải vô địch bóng đá bãi biển thế giới 2009 tổ chức tại Các Tiểu vương quốc Ả Rập Thống nhất, đội tuyển bóng đá bãi biển quốc gia Brasil lần thứ 4 giành chức vô địch.
- 16 tháng 11: Người dùng Facebook tại Việt Nam không thể truy cập vào trang này, trừ khi biết cách vượt tường lửa.
- 20 tháng 11: Tổ chức Cúp cờ vua thế giới 2009 tại Khanty-Mansiysk, Nga.
- 22 tháng 11
  - Chung kết Hoa hậu Trái Đất 2009 được tổ chức tại Philippines.
  - Chung kết Hoa hậu Quý bà Thế giới 2009 tổ chức tại Việt Nam.
- 23 tháng 11: Vụ thảm sát Maguindanao xảy ra tại đảo Mindanao của Philippines.
- 28 tháng 11: Chung kết Hoa hậu Quốc tế 2009 tổ chức tại Trung Quốc.

### Tháng 12
- 9 tháng 12: Khai mạc SEA Games 25 tại thủ đô Viêng Chăn, Lào
- 11 tháng 12: Chủ tịch nước Việt Nam Nguyễn Minh Triết gặp Giáo hoàng Biển Đức XVI tại Tòa thánh Vatican.
- 12 tháng 12: Chung kết Hoa hậu Thế giới 2009 tại Johannesburg, Nam Phi.
- 15 tháng 12: Mạng di động 4G đầu tiên ra mắt bởi hãng viễn thông TeliaSonera ở Oslo (Na Uy) và Stockholm (Thụy Điển).

### Không rõ ngày, tháng
- Garena chính thức thành lập.

## Sinh
- 1 tháng 1: Hend Zaza, vận động viên bóng bàn người Syria
- 12 tháng 2: Đặng Tú Thanh, ca nương người Việt Nam (m. 2023)

## Mất
- 22 tháng 2 - Phaolô Giuse Phạm Đình Tụng, Hồng y - Tổng giáo phận Hà Nội (sinh 1919)
- 7 tháng 3 - Jang Ja-yeon, diễn viên Hàn Quốc
- 31 tháng 5 - Bảo Phúc, nhạc sĩ Việt Nam (s. 1958)
- 25 tháng 6 - Michael Jackson, ca-nhạc sĩ Mỹ (s. 1958)
- 30 tháng 6 - Huỳnh Phúc Điền, đạo diễn người Việt (s. 1970)
- 5 tháng 7 - Phùng Há, Nghệ sĩ Nhân dân Việt Nam (s. 1911)
- 6 tháng 7 - Robert McNamara, bộ trưởng quốc phòng Hoa Kỳ (s. 1916)
- 8 tháng 7 - Đoàn Trọng Truyến, Giáo sư Nhà giáo Nhân dân Việt Nam
- 1 tháng 8 - Corazon Aquino, Tổng thống thứ 11 của Philippines (s. 1933)
- 8 tháng 8 - Daniel Jarque, cầu thủ người Tây Ban Nha (s. 1983)
- 18 tháng 8 - Kim Dae-jung, nhà hoạt động chính trị người Nam Hàn, Tổng thống Nam Hàn, đoạt giải Nobel (sinh 1925).
- 7 tháng 9 - Phaolô Lê Đắc Trọng, Giám mục phụ tá Tổng giáo phận Hà Nội (sinh 1918)
- 20 tháng 9 - Thanh Thanh Hoa, nghệ sĩ sân khấu cải lương Việt Nam (sinh 1943)

## Giải Nobel
- Giải Nobel Hóa học - Venkatraman Ramakrishnan (Hoa Kỳ), Thomas A. Steitz (Hoa Kỳ) và Ada Yonath (Israel)
- Giải Nobel Kinh tế - Elinor Ostrom và Oliver E. Williamson (Ostrom là phụ nữ đầu tiên giành giải, cả hai là người Hoa Kỳ)
- Giải Nobel Văn học - Herta Müller (người Đức)
- Giải Nobel Hòa bình - B. Obama - Tổng thống Hoa Kỳ
- Giải Nobel Vật lý - Cao Côn, Willard Boyle và George E. Smith (cả ba là người Hoa Kỳ)
- Giải Nobel Y học - Elizabeth Blackburn, Carol W. Greider và Jack W. Szostak (cả ba là người Hoa Kỳ)